# Pietro Camardella
Pietro Camardella (Salerno, 1957) è un designer italiano.

## Biografia
Dal 1984 lavora alla Pininfarina studi e ricerche dove disegna, tra le altre, le Ferrari F40, 512 TR, F50 e 456 GT, oltre alla concept car Ferrari Mythos (la Mythos ha vinto il Golden Marker Trophy al salone di Tokio del 1989 e il "Car Award" nel 1990 ). Di questi anni sono anche le realizzazioni di product design, arredi e imbarcazioni come le Bénétéau first e flyer.

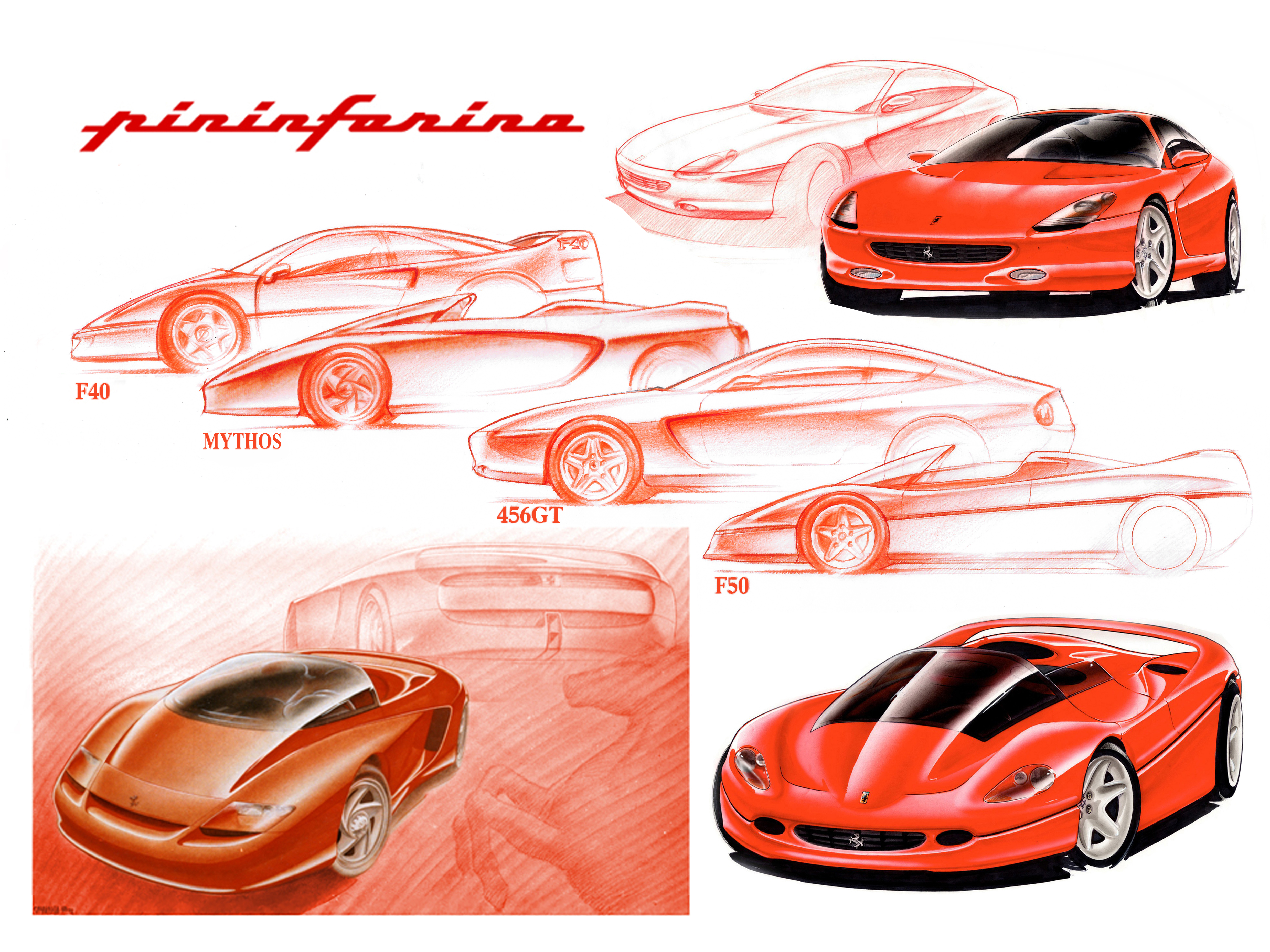
Illustrazione che ritrae le Ferrari disegnate da Pietro Camardella per Pininfarina nel periodo 1986-1991

Dal 1993 è capo designer esterni e a interim degli interni del Centro Stile Lancia, dove sviluppa la concept car Lancia Dialogos e segue lo sviluppo di produzione delle auto del marchio italiano. Dal 1998 passa al CRF come Trasportation Chief Designer del Centro Ricerca Design FIAT diretto da Ermanno Cressoni, dove torna ad occuparsi anche di Industrial Design, sempre per il corporate. Nel 2000 ne diventa il responsabile, e sviluppa il concept Lancia Nea ed altri progetti di advanced design per il Gruppo Fiat. Nel 2005 disegna per il salone di Barcellona la concept car sperimentale SPORTIVA LATINA, marchiato Mazel, che ottiene il premio come Concept Innovativo dell'anno dalla STA (Società Tecnica dell'Automobile) spagnola. Nel 2006 è diventato responsabile dell'ADVANCED DESIGN del Centro Ricerche Fiat. Nel 2008  disegna e coordina la realizzazione del concept PHYLLA, progetto di veicolo urbano fotovoltaico per la regione Piemonte, primo veicolo in cui l'adozione delle celle fotovoltaiche assume una valenza estetica, e l'impianto compositivo e asimmetrico. La vettura viene richiesta ed esposta alla Triennale di Milano nella rassegna "Serie fuori serie" curata da Andrea Branzi e Antonio Citterio, e in altre manifestazioni come esempio di Design Ecologico, tra cui Wall Tech a Milano nel 2009.

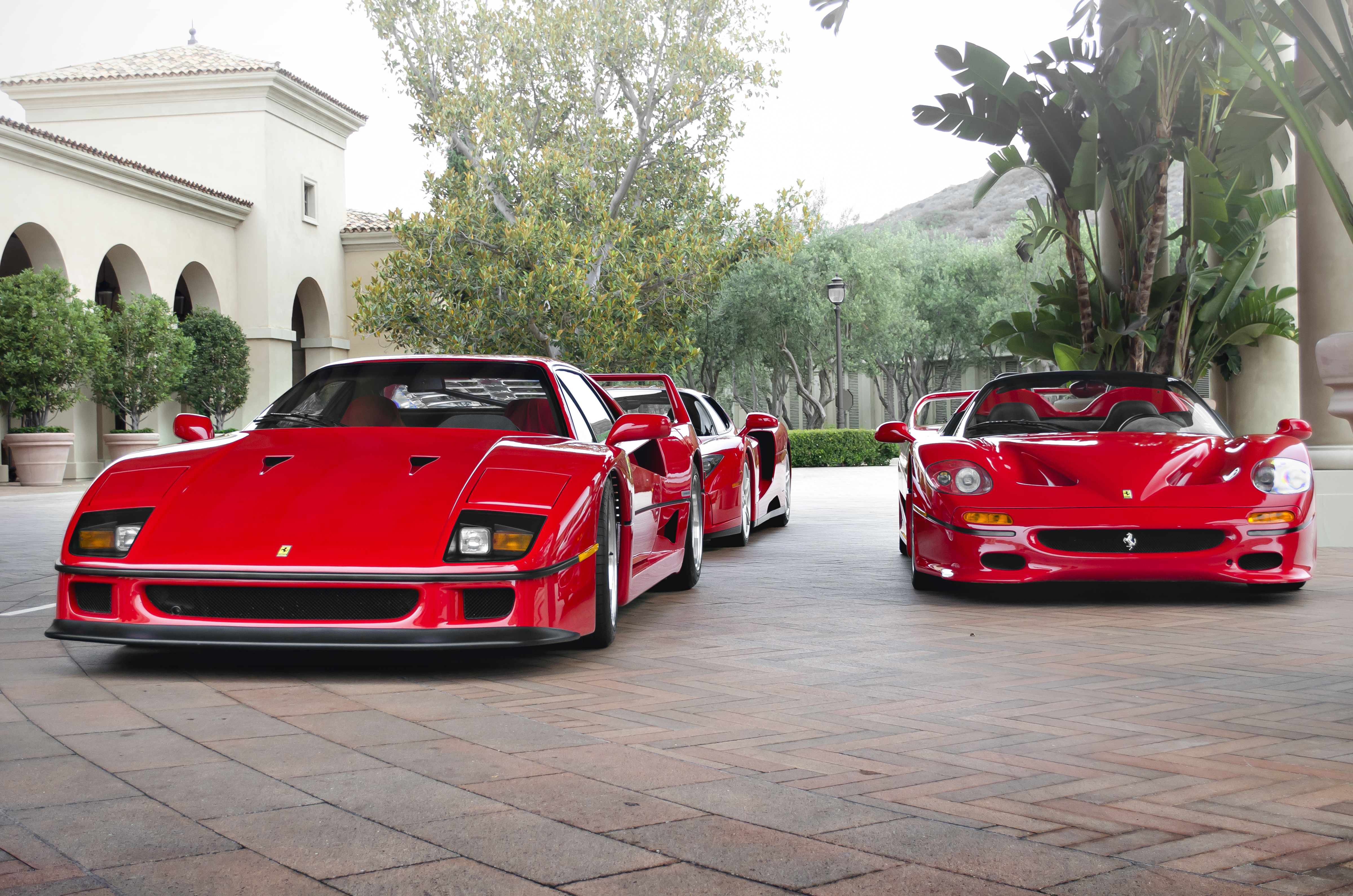
Una Ferrari F40 a sinistra e una F50 a destra, due delle principali e più note opere di Camardella

Nel 2010 per IVECO sigla il concept truck GLIDER, presentato al salone di Hannover, dove traduce in soluzioni estetiche originali i contenuti tecnologici innovativi del CRF, dalla fanaleria ad "archi di luce" a LED, alle linee ondulate, evocanti i flussi aerodinamici, e piene, per carenare e ottimizzarne l'efficienza aerodinamica. Pur se attento alle esigenze d'uso, non tralascia l'aspetto estetico per rendere accattivante e seduttivo un mezzo commerciale, ad esempio nella coda che richiama le automobili granturismo.